# Twilight of the Gods
Twilight of the Gods — музичний альбом гурту Bathory. Виданий 29 червня 1991 року лейблом Black Mark Production. Загальна тривалість композицій становить 56:52. Альбом відносять до напрямку вікінг-метал.

## Список пісень
| #     | Назва                      | Тривалість |
| ----- | -------------------------- | ---------- |
| 1.    | «Twilight of the Gods»     | 14:02      |
| 2.    | «Through Blood by Thunder» | 6:15       |
| 3.    | «Blood and Iron»           | 10:25      |
| 4.    | «Under the Runes»          | 5:56       |
| 5.    | «To Enter Your Mountain»   | 7:34       |
| 6.    | «Bond of Blood»            | 7:34       |
| 7.    | «Hammerheart»              | 4:40       |
| 8.    | «Outro»                    | 0:23       |
| 56:50 |                            |            |